# Fumetti d'Italia
Fumetti d'Italia è stata una rivista fondata e realizzata da Graziano Origa pubblicata in Italia dal 1992 al 2001 in formato magazine e con grafica a colori. Ha pubblicato reportages, interviste, cronologie e biografie di prestigiosi autori di comics; materiale generalmente inedito. Vi hanno collaborato gli esperti e gli storici più noti del fumetto internazionale ed ha pubblicato ritratti di tutti gli sceneggiatori e disegnatori fotografati da Joe Zattere.
Premiata nel 1999 a Lucca Comics (edizione diretta da Luca Boschi) come miglior rivista del settore degli anni novanta (consegnato da John Buscema), e nel 1995 dall'Associazione Nazionale del Fumetto : "Per l'originale proposta di una formula di periodico che rispecchia la geniale intuizione di uno spazio diverso in cui contattare e coltivare un target nuovo nel settore del fumetto".

## Videomax
In tutti i numeri di Fumetti d'Italia sono state pubblicate a puntate le avventure dell'eroe web televirtuale Videomax creato e sceneggiato da Graziano Origa e disegnato da vari fumettisti (quattro storie complete in totale).
1 - Andy Max contro Doctor VHS (nn. 1/9), disegni di Carlo Ambrosini
2 - Pinocchio City (nn. 10/15), disegni di Pier Gallo
3 - Anema e Core (nn. 19/20), disegni di Alberto Ponticelli
4 - Brandon Mishima Body (nn. 23/24), disegni di Alberto Ponticelli)
Nei nn. 16/33 compare in forma di rubrica il notiziario tecnologico e scientifico Videomax Magazine. Il n. 16 contiene un corposo inserto con un portfolio di omaggi grafici, illustrati a pagina piena, realizzati dai disegnatori Truscia, Frezzato, Cortez, Bignamini, Tacconi, Brolli, Gligorov, Mastantuono, Muroni, De Angelis, Manini, Bonadimani, Cardinale, Palumbo.

## Elenco e contenuti
- Fumetti d'Italia n. 1 (aprile 1992), copertina: Dylan Dog di Corrado Roi

Wallace Wood (fumetto completo Encounter), Enea Riboldi, Magnus, Pier Carpi, Martin Mystère, Corrado Roi, Keith Haring, Gianluca Lerici (Prof. Bad Trip), Sal Velluto, Gomma, Decoder, Guido Buzzelli, Dylan Dog, Max Bunker, Riccardo Secchi, Granata Press, Luigi Bernardi, Star Comics, Marco M. Lupoi, Mister No, Matteo Guarnaccia, Town Boy (1) di Lat
- Fumetti d'Italia n. 2 (aprile 1992), copertina: Diabolik

Diabolik (Speciale), Luciana Giussani, Patricia Martinelli, Sergio Zaniboni, Pier Carpi, Alfredo Castelli, Al Williamson, Franco Fossati, Max Bunker, John Buscema, Jim Steranko, Rinaldo Traini (1), Antonio Vianovi, Rick Zero, Dylan Dog Horror Fest (Marzorati, Hemingway, Curci, Colombo, Chiaruzzi, Capone), Tarzan, Giulio C. Cuccolini, Collezione Fossati, Asterix, Lucky Luke, Luca Boschi, Akira, Maurizio Costa, Piccolo Ranger, Inovafumetto, Claudio Dell'Orso, Dino Caterini, Terrifik, Super Comics, Jolly Club, Il Mensile del Fumetto (Fenza & Fonti), Town Boy (2) di Lat
- Fumetti d'Italia n. 3 (estate 1992), copertina: Nathan Never di Castellini

Claudio Castellini (Speciale), Alex Raymond, Franco Fossati, Dino Battaglia, Andrea Pazienza, Renzo Barbieri, Giampiero Casertano, Rinaldo Traini (2), Antonio Serra, Michele Medda, Bepi Vigna, Dylan Dog Horror Fest, Moebius, Nicola Mari, Pier Carpi, Luciana Giussani, Marco Bianchini, Mister No (Certaldo), Midnight Eye, Cobra, Maurizio Costa, Texone (Víctor de la Fuente), Gim Toro, Alberto Gedda
- Fumetti d'Italia n. 4 (ottobre 1992), copertina: Spider-Man di Marvel

Spider-Man (Trentennale), Hergé, Franco Fossati, Bordighera, Cesare Perfetto, Luciano Gianfranceschi, Jacovitti, Francesco Manetti, Giulio C. Cuccolini, Leone Frollo, Claudio Dell'Orso, Telemaco, Cyborg, Giorgio Trevisan, Gianni Brunoro, Moreno Burattini, Batman Returns, Batman, Fulvia Serra, San Diego ComiCon, Scarabeo, Arena, Schizzo, Fumo di China (50º), Video Girl Ai, Maurizio Costa, William M. Gaines (1922-1992)
- Fumetti d'Italia n. 5 (dicembre 1992), copertina: Tex di Galep

Aurelio Galleppini (Speciale), Luigi Marcianò, Gianni De Luca, Gianni Brunoro, Max Capa, Charles Schulz, Franco Fossati, Angelo Stano, Laura Piazzi, Bruno Brindisi, Clive Griffths, Joseph Parente, Julius Schwartz, Eura Editoriale, Batman, Cool World, Henri Filippini, Lucca Comics (19º), Comiconvention (3º), Zagor (Trentennale), Mancolista, Crimen
- Fumetti d'Italia n. 6 (primavera 1993), copertina: Zagor di Ferri

Zagor (Speciale), Guido Nolitta, Gallieno Ferri, Paolo Eleuteri Serpieri, Corrado Mastantuono, Edoardo Morricone, Pino Rinaldi, Marco Bianchini, Enzo Jannuzzi, Brian Talbot, Luther Arkwright, Daniele Saverino, Luigi Corteggi, Antonio Carboni, Editoriale Dardo (Giuseppe Casarotti), Pee-Wee Herman, Lambiek (Kees Kousemaker), Silvio Di Miceli, Luciano Tamagnini, Batman (Cartoon), Fumetto Cubano, Francesco Santosuosso
- Fumetti d'Italia n. 7 (estate 1993), copertina: Shirow di Masamune/Seishinsha

Norman Rockwell, Alberto Breccia, Roberto Diso, Joe Kubert, Giuliano Piccininno, Marco Nizzoli, Massimiliano Frezzato, Rodolfo Torti, Claudio Nizzi, Antonio Terenghi, Carlo Ambrosini, Treviso Comics (18º), Silvano Mezzavilla, Anafi, Silvano Scotto, Luciano Tamagnini, Katzyvari, Kamikaze, Giuseppe Pollicelli, Piero Zanotto, Gianfranco Manfredi, Raffaele Della Monica, Maurizio Costa, Nipponya, Yamato, Stefano Tognetti, Alberto Giolitti (1923-1993), Harvey Kurtzman (1924-1993)
- Fumetti d'Italia n. 8 (autunno 1993), copertina: Quadragono di Toppi

Sergio Toppi (Speciale), Hugo Pratt (Cuore Garibaldino), Don Lawrence, Silver, Leone Cimpellin, Claudio Castellini, Al Columbia, Sergio Tisselli, John Romita, Danilo Maramotti, Dario Guzzon, Franco Paludetti, Hop! (57), Schizzo (3), Pier Carpi (Palazzo d'Estate), Sebastiano Craveri (Giubbolini), Diabolik (Tarocchi), Paolo Seria, Trinacria Club, Luciano Tamagnini, Dylan Horror Fest (4º), Jurassic Park, Vincent Hamlin (1900-1993)
- Fumetti d'Italia n. 9 (inverno 1993), copertina: Superman di DC Comics

Guido Crepax (Speciale), Ferdinando Tacconi (1), Hugo Pratt (Kipling), Mauricio de Sousa, Robert Ripley, Umberto Manfrin, Superman, Nembo Kid, Franco Fossati, Jae Lee, Roberto Bonadimani, Cybersix, Fantastic Four (Film), Roberto Milan, Giovanni Termanini, Comic Art, Guida al Fumetto Italiano (Gianni Bono), Catalogo del Fumetto Italiano (Luigi Bona), Svint Comics, Legs Weaver, Topolino (n. 2000), Gaudenzio Capelli, Rock'n'Comics, Martin Mystère (Certaldo), Inovafumetto, Dylan Dog (Rupert Everett), Diabolik, Scarabeo, Jurassic Strips, Flex, Gary Groth, Tony Caputo, Renato Bianconi (1928-1993)
- Fumetti d'Italia n. 10 (aprile 1994), copertina: Alan Ford di Max Bunker

Sergio Toppi, Sergio Bonelli, Bepi Vigna, Moreno Burattini, Francesco Manetti, Pino Rinaldi, Ferdinando Tacconi (2), Barry Windsor-Smith (Rune), Cronache di Topolinia (Salvatore Taormina), Piero Zanotto, Paolo Piffarerio, Nerbini (Alfonso Pichierri), Gulliver (Franco Grillo), Beavis & Butt-Head, Tex (Lugano), Tex (Decio Canzio), Francisco Blanco Hernàndez, Dario Mogno, Galep (1917-1994), Jack Kirby (1917-1994)
- Fumetti d'Italia n. 11 (giugno 1994), copertina: di Manara

Milo Manara (Speciale), Sergio Bonelli, Sergio Toppi, Nadir Quinto, Luigi Corteggi (Covers), Hugo Pratt (In un cielo lontano), Karel Thole, Roy Lichtenstein, Nino Cannata, Laura Scarpa (Corrierino), Nostalgia Club (Mariano Caltabiano), Rune (Franco Ressa), Marquis De Sade (Claudio Dell'Orso)
- Fumetti d'Italia n. 12 (agosto 1994), copertina: Tex di Claudio Villa

Speciale Photos: Tutti gli autori di Tex, Mario Caria, Giuseppe Pollicelli, Frank Miller, Bepi Vigna, Intrepido Classic, fumetto a puntate Moby Dick (1) di Origa & Vigna
- Fumetti d'Italia n. 13 (novembre 1994), copertina: Martin Mystère di Alfredo Castelli

Martin Mystère (Speciale), Carl Barks, Leonardo Gori, Walter Molino, Robi Ronza, Carlo Pedrocchi, Corentin, Paul Cuvelier, Giulio Cesare Cuccolini, Scarabeo, Silverio Pisu, Gigi Lastella, Luciano Tamagnini, Diva, EsseGesse, Grande Blek (40º), Pinocchio, Gianni Brunoro, Gianni Bono (Carl Barks), fumetto a puntate Moby Dick (2) di Origa & Vigna
- Fumetti d'Italia n. 14 (gennaio 1995), copertina: Nathan Never di Mari

Nicola Mari (Speciale), Nevio Zeccara, Giuseppe Pollicelli, Phoenix, Daniele Brolli, Dinamite, Braintrust, Paolo Lamanna, Cartoomics (1º), Expocartoon (2º), Manlio Truscia, Giancarlo Malagutti, Loredano Ugolini, Billy Bis, Alessandro Bignamini, Michele Masiero, Ferdinando Tacconi, Kriminal, Paolo Ferriani, If (n. 1), Rivan Ryan, Luca Raffaelli, Scheletrino, Alberto Gennari, Topo Gigio, Graziano Cicogna (1936-1994), Egidio Gherlizza (1909-1994), Giovanni De Leo (1924-1994), fumetto a puntate Moby Dick (3) di Origa & Vigna
- Fumetti d'Italia n. 15 (marzo 1995), copertina: Judge Dredd di Simon Bisley

Ferenc Pintér (Speciale), Andrea Venturi, Ikon (Rocco Centorrino), Michel Tacq, Will Eisner, Fabio Licari, Vittorio Giardino, Jordi Bernet, Paolo Simi, Frankenstein, Stefano Casini, David Mazzucchelli, Judge Dredd, Mister No, Michele Masiero, fumetto a puntate Moby Dick (4/fine) di Origa & Vigna
- Fumetti d'Italia n. 16 (estate 1995), copertina: Videomax e Legs Weaver di Pier Gallo

Mario Uggeri (Speciale), Ferruccio Gìromini, Gustave Doré, Diabolik, Patricia Martinelli, Giuseppe Pollicelli, Gigi Piras, Antonio Sassu, Nives Manara, Franco Ressa, Oliviero Berni, Max Andersson, Lino Jeva, Ade Capone (Liberty), Legs Weaver, Gabriel, Dragon Ball, Domenico Denaro (Arca Perduta), Bad Moon, Linus (30º), Shok Studio, Morgue, Betty Page, Antonio Carboni, Tank Girl, Frank Robbins 1917-1995), Doug Wildey (1922-1995), Tony Weare (1912-1994), Marijac (1908-1995).
- Fumetti d'Italia n. 17 (autunno 1995), copertina: Alack Sinner di Muñoz

José Muñoz (Speciale), Wyeth Art, Luca Tarlazzi, Selen, Giorgio Tabet, Massimo Mariani, Luigi Mignacco, GB Carpi, Killing, Claudio Dell'Orso, Michele Medda, Legs Weaver, Roberto Sangalli & Dario Chiarot, Sergio Tarquinio, Pasquale Iozzino, Tank Girl, Roberto Cardinale, Robert Crumb, Johnny Mnemonic, Alberto Ponticelli, Pocahontas, Judge Dredd, Power Rangers, Batman Forever, Hugo Pratt (1927-1995)
- Fumetti d'Italia n. 18 (inverno 1995), copertina: Fanfulla di Hugo Pratt

Paolo Piffarerio (Speciale), Edward Hopper, Richard Corben, James Warren, Hugo Pratt (Fanfulla), Stan Lynde & Rick O'Shay, Will Eisner & Dropsie Avenue, Sydney Jourdan, Renato Polese, Gabriel, Sprayliz, Giuseppe Pollicelli, Moreno Burattini, Dario Fonti, Leonardo Gori, Massimo Crivello, Ken Jedediah, Graziano Frediani, Gianni Brunoro, Decio Canzio, Mauro Boselli, Winsor McCay, Giulio Cesare Cuccolini, Martin Mystère (Washington Mews), Bepi Vigna, Nero, Antonio Cossu, Dino Attanasio, Stefano Natali, Antonio Vianovi, Glamour, Death Race, Esp, Cartoomics (2), Sebastiano Craveri, Pulp Comcs, Carlo Pedrocchi, Alberto Bettinetti, Giacinto Gaudenzi, Torino Comics (Goria & Pavesio), Prato Fantastico (Bartolomei), Morgue, Pedrito el Drito, Bonvi (1941-1995), Franco Donatelli (1925-1995)
- Fumetti d'Italia n. 19 (estate 1996), copertina: di Manara

Milo Manara (Speciale), Pierre Joubert, Texone Magnus, Decio Canzio, Floriano Bozzi, Mauro Cicarè, Burne Hogarth (1911-1996), Rocco Molinari (1926-1996)
- Fumetti d'Italia n. 20 (autunno 1996), copertina: di Jacono

Carlo Jacono (Speciale), Laura Grimaldi, Marco Giovannini, Dino Villani, Mauro Giordani, Charles Burns, Antonio Carboni (Lady Fumetto), Psycho, Brian the Brein, Time Code, Diabolik (Triennale), Roberto Baldazzini, Nino Bernazzali & Comics World, Città di Vetro, Franco Fossati (1946-1996)
- Fumetti d'Italia n. 21 (inverno 1996), copertina: Alien di Giger

H.R. Giger (Speciale), Bill Sienkiewicz, Dino Battaglia, Tiziano Sclavi, Rob Liefeld & Image, Giorgio Montorio, Pier Carpi, Thomas Ott, Michele Medda, Stefano Casini, Bepi Vigna & Antonio Cossu (Operazione Rinascimento), Steve Reeves (Ercole), Alessandro Distribuzioni, Richard Gray, Texone & Jordi Bernet, Mauricio de Sousa, Hergé (Tchang Tchong), Blake e Mortimer, Andrea Sani, Bone & Jeff Smith, Supermaso, Pietro Alligo (Kid), Santiago, Samuel Sand, Fondazione Franco Fossati, Guido Buzzelli, Curt Swan (1920-1996)
- Fumetti d'Italia n. 22 (estate 1997), copertina: di Battaglia

Dino Battaglia (Speciale), Laura Battaglia, Fernando Carcupino (Claudio Dell'Orso, Ilenio Trevisan, Stefania Carcupino), Jean Michel Basquiat, Angelo Stano, Claudio Piccininno, Paolo Bacilieri, Maurizio Rosenzweig, Alberto Ponticelli, Stefano Tamburini, Andrea Pinketts, Juan Padron, Antonio Camerlengo, Pugaciòff (Luca Boschi), Gabriel & Riccardo Secchi, Paolo Lamanna (Dept H), Riccardo Mannelli, Diabolik, Scarabeo, Randall McFly, Alessandro Orlandelli (Horley), Shok Studio Vs Liberty, Andrea Cascioli, Benito Jacovitti & Antonio Terenghi, Arturo Faganello, Carlo Chendi, Robert Gligorov, Max Avogadro, Andrea Da Rold, André Franquin (1924-1997), Roland Topor (1938-1997)
- Fumetti d'Italia n. 23 (autunno 1997), copertina: di Carcupino

Fernando Carcupino (Speciale), Gianfranco Manfredi, Napoleone, Daniele Brolli & Phoenix, Mort Walker, Franco Putzolu, Klaus Bodanza, Barb Wire & Miki Richardson, Rumpelstock, Milo Manara (cd rom), Diabolik (Maastricht)), Graziano Origa (25º Anniversary), Dan Barry (1923-1997), Stan Drake (1921-1997), Michele Pepe (1946-1997), William Burroughs (1914-1997), fumetto completo Pecos Bill (Vezio Melegari & Hugo Pratt), fumetto completo William Burroughs (Graziano Origa)
- Fumetti d'Italia n. 24 (inverno 1997), copertina: di Frank Frazetta

Frank Frazetta (Speciale), Gary Groth, Andre Bormida, Leone Frollo (Glamour Book), Roberto Cardinale (Trash), Stefano Nocilli, Gip (Gianni Pacinotti), Lucio Parrillo, Andrea Pazienza (cd-rom), Lucky Luke (50º Anniversario), Vartán, Benito Jacovitti (1923-1997), Walter Molino (1915-1997)
- Fumetti d'Italia n. 25 (estate 1998), copertina: Tex di Galep

Tex (Speciale 50º Anniversario + Poster), Hugo Pratt, Grande Blek, Kiwi, Jean-Yves Mitton (Dominique Yvon), Antonio Lopez, Luca Boschi (Lucca Comics), Vanna Vinci, Will Eisner, Joe Kubert (Sarajevo Fax), Adam Kubert, Simone Bianchi, Rex (gay tattoo), Miguel Ángel Martín, Thomas Ott, Topolino (Jorge Vacca), Franco Busatta, Brendon, Stefano Tamburini, Gek Lapis, Alter Vox, Factory, Mordillo, Beppe Calzolari (Scuola del Fumetto 20º), Paolo Puccini (Lennoxx), Bug, Massimiliano Frezzato, Vittorio Pavesio, Sweety Susy, Totò (Acquaviva Fumetto), Fumetto completo Lat
- Fumetti d'Italia n. 26 (autunno 1998), copertina: di Bisley, Toffolo, Hogarth

Inserto Indice Generale dei nn. 1/25, Simon Bisley, Davide Toffolo & Tre Allegri Ragazzi Morti, Burne Hogarth (Tarzan), Julia Kendall, Bonvi & Giorgio Cavazzano (La Città), Aristidés Othon Fred, Magnus (L'introvabile), Mauro Laurenti, Luigi Grecchi (Forza John), Enrico Marini, Marco De Lotto, Comics Journal (n. 200), Sergio Toppi (mostra Jewelry), Max Bunker, Giacomo Casanova, Claudio Villa (libro Segni e Disegni), Mauro Boselli (Texone n. 12), Lexy Hack, Mad, Cesare Reggiani, Reg Smythe (1917-1998), Archie Goodwin (1937-1998)
- Fumetti d'Italia n. 27 (inverno 1998), copertina: di Mazzucchelli, Ross

David Mazzucchelli (Speciale), Alex Ross (Speciale), Superman, Funny Times, Lennoxx, Charles Dana Gibson, Il Piccolo Sceriffo, Tristano Torelli, Renzo Barbieri, Camillo Zuffi, Carlo Thomas Lai, Kappa boys, Klaus Bodanza, Zagor (n. 400), Martin Mystère (n. 200), Stalin (Claudio Dell'Orso), Neaud (Diario), Supergulp (Renato Presta e Mauro Rossi), Bob Kane (1916-1998), Serge Dalens (1910-1998), Jean-Claude Forest (1930-1998)
- Fumetti d'Italia n. 28 (estate 1999), copertina: Vartán di Angiolini

Sandro Angiolini (Speciale), Lucca Comics, Leone Cimpellin, Tatti Sanguineti, Mario Tempesti, Fernando Carcupino, Jonathan Steele, Gea, Dampyr, Akim, Augusto Pedrazza, Roberto Renzi, Domenico Denaro, Marco Erba, Christian Marra, Francesco Ferrari, G.B. Carpi (1927-1999), Lee Falk (1905-1999), Eric Sio (1942-1998), Leo Pasqua (1942-1999)
- Fumetti d'Italia n. 29 (autunno 1999), copertina: Joe Zattere (Speciale 100 Photo Comics)

Ritratti fotografici a 100 protagonisti del fumetto internazionale con rispettive schede biografiche
- Fumetti d'Italia n. 30 (inverno 1999), copertina: di Druillet, Miller, Moebius, Porcheddu, Casini

Métal Hurlant (Speciale), Pulp Western, Moebius, Philippe Druillet, Frank Miller (300), Stefano Casini (Demone dell'Anima), Rino Albertarelli (Mostra), Beppe Porcheddu, Dino Secondo Busett, Seizo Watase, Isabel Kreitz, Almanacco Mistero (2000), Antonio Vianovi, Paolo Puccini, Beppe Calzolari (Scuola del Fumetto), Greg (1931-1999), Bill Ward (1919-1999), Raymond Poivet (1910-1999)
- Fumetti d'Italia n. 31 (primavera 2000), copertina: di Rostagno

Marco Rostagno (Speciale), Dampyr, Mister No (n. 300), Luigi Corteggi alias Cortez (Meteor), Pier Carpi, Gino Sansoni, Roland Searle, Time (illustratori), Blake e Mortimer (Andrea Sani), Jean Van Hamme, Ted Benoit, Yves Sente, André Juillard, Pedrito el Drito (albo bonelli), Ferdinando Tacconi (Profili Glamour), Henri Filippini (Dictionnaire BD Glénat), Centro Pazienza (Schizzo Idee), Robert Crumb (Topolin), Charles Schulz (1922-2000), Gil Kane (1926-2000), Dario Guzzon (1926-2000), Karel Thole (1914-2000), Don Martin (1932-2000), Palacios (1921-2000)
- Fumetti d'Italia n. 32 (autunno 2000), copertina: di Giacon

Massimo Giacon (Speciale), Alessandro Mendini, Ettore Sottsass, Fabio Civitelli, Dino Attanasio (Bepi Vigna), Dario Gulli & Daniel Rossi (Lexy), Stefano Mercuri (Editoriale Mercury), Gianni Milone (Libreria Milone), Emilio Salgari, Carlo Jacono, Vittorio Giardino (No Pasaran), Max Bunker (Beverly Kerr), Marvel (Gundam), Eura Editoriale (Lancio Anniversario 25º), Pier Carpi (1940-2000), Carl Barks (1901-2000), Alfredo Alcala, Edward Gorey, George Roussos, Elliot Chaplin, Dick Sprang, Denis Gifford
- Fumetti d'Italia n. 33 (inverno 2001/10º anniversary), copertina: Raquel di Fenzo

Stelio Fenzo (Speciale), Addio a Gianluigi Bonelli (1908-2001), Luca Boschi, Gianni Brunoro, Luciano Tamagnini, Renzo Barbieri, Gianni Milone, Boris Makaresko, Gregory Hunter (Antonio Serra), Giorgio Bellavitis, Aldo Torchio, Glittering (Stefano Piselli), Francesco Pescador, Paul Cox, Maurizio Rosenzweig (Davide Golia), Pasquale Landolfo (L'Uomo Ragno Index), Eva Villa (Shonen Ai), Fumetti di Kappa, Millennium Comix, Centro del Fumetto Cagliari